# Doney Trail
 (septembre 2021).
Pour les articles homonymes, voir Doney.
Le Doney Trail est un sentier de randonnée américain situé dans le comté de Coconino, en Arizona. Protégé au sein de la forêt nationale de Coconino, il permet l'ascension de deux monticules au sud du mont Doney. On y observe des ruines anasazies.